# Фресно-де-Саяго
Фресно-де-Саяго (ісп. Fresno de Sayago) — муніципалітет в Іспанії, у складі автономної спільноти Кастилія-і-Леон, у провінції Самора. Населення — 241 особа (2010).
Муніципалітет розташований на відстані близько 220 км на північний захід від Мадрида, 27 км на південний захід від Самори.
На території муніципалітету розташовані такі населені пункти: (дані про населення за 2010 рік)
- Фресно-де-Саяго: 157 осіб
- Могатар: 84 особи

## Демографія
Динаміка населення (INE ):